# Tourmakeady
Tourmakeady ou Toormakeady (en irlandais : Tuar Mhic Éadaigh) est un petit village du Connemara, dans le comté de Mayo.
Il compte environ 1 000 habitants.

## Personnalités liées
Le village est le lieu de résidence, pendant sept ans, de l'acteur Robert Shaw. Il y meurt en 1978. Un mémorial est édifié en son honneur.